# 富士に立つ影
『富士に立つ影』（ふじにたつかげ）は、白井喬二作の長編時代小説。1924年（大正13年）7月20日から1927年（昭和2年）7月2日にかけて報知新聞に1000回を超えて連載された。1925年9月-1927年5月、全8巻刊行。
築城家である赤針流熊木家と賛四流佐藤家の三代68年（文化2年から明治6年）に渡る確執と和解を全10篇に渡って描く大河小説で、中里介山の『大菩薩峠』、吉川英治の『宮本武蔵』と並び日本の大衆小説の一方の頂点を成す作品である。報知新聞に発表された「作者の言葉」によれば、「一言でいうなれば人間性の上にいくばくかの"戦争と平和"を現出させたいと思っておる次第であります」となっている。単行本は300万部を突破したという大ベストセラーとなった。熊木家の2代目である熊木公太郎が全体の主人公だが、この人物は明朗快活で正直という明るいキャラクターで、『大菩薩峠』の冷酷かつニヒルな机竜之助と好対照を成し、多くの読者から好評を得た。また、物語の最初は熊木伯典が悪玉で佐藤菊太郎が善玉であったが、熊木公太郎と佐藤兵之助の代になってそれが逆転し、必ずしも一方が善玉で他方が悪玉とはいえない巧みな構成になっている。また、それまでは時代小説といえばチャンバラが定番であったのを、『兵学大講義』の兵学勝負や『新撰組』での独楽勝負と並んで、築城を巡る論争で勝負するという、新しい手法を開拓した。本作品は大岡昇平や小林信彦といった作家や文藝評論家の大井廣介により高く評価されている。

## あらすじ

### 裾野篇
江戸幕府第11代将軍徳川家斉の時代に、幕府は富士の愛鷹山の麓に武士の訓練のための調練城を建てることを計画していた。その案について、水野出羽守は築城家の赤針流熊木伯典と賛四流佐藤菊太郎を呼び寄せ、二人に築城の計画について討論させる。両者の言葉による討論は互角で、実地検証で決着を付けることになった。実地検証では佐藤菊太郎が優勢であったが、熊木伯典は計略を用いて佐藤菊太郎に大怪我を負わせ、結局討論は熊木伯典が勝利し、調練城の建築を命じられる。一方、佐藤菊太郎を慕う喜運川兵部の娘お染は、あるきっかけで伯典の元に捕らえられ、腕に刺青を入れられてしまう。お染は伯典の出生の秘密を書いた書き付けをふとしたことで手に入れるが、それを別の内容に書き換えたものとすり替えた。

### 江戸篇
熊木伯典と佐藤菊太郎の双方が江戸に戻ってきた。お染は熊木伯典の側に住んで、偽の書き付けに伯典が翻弄される様子を眺めていた。一方、富士の裾野村の庄屋の娘で、伯典に人柱にされかかったのをお染に救われたお雪は、菊太郎を慕って江戸に出てきて美貌の芸者となり小里と名乗っていた。お染が伯典の出生に関わる文書をすり替えたことは伯典にばれ、お染は窮地に陥るが、小里がお染の身代わりとなり、伯典の妻となった。

### 主人公篇
伯典と小里の間には男の子が生まれ、公太郎（きみたろう）と名付けられた。公太郎には子供の時から「影法師」と呼ばれる謎の人物がつきまとっており、公太郎が何かを習っていよいよ免許皆伝という時になると、ことごとく影法師に邪魔されて、公太郎は何事にも名を成すことができない。公太郎は、猿回しの助一と一緒に旅し、軍学者頼母木介堂に入門しようとするが、ここでも影法師の邪魔が入り、入門は不成功に終わる。助一は、昔伯典と菊太郎が実地で争った時の牛追い競争に出た牛曳きの息子だったが、その助一から公太郎は伯典の昔の悪について聞くがそれを信じることができない。公太郎は江戸の伯典の家に戻るが、鼠小僧次郎吉に盗みに入られ大金を奪われる。伯典は幕府が今度は日光で新しい城を築くことを聞きつけ、公太郎に築城学を仕込んで今度こそ名を成させようとする。

### 新闘篇
日光の霊城審議では、かつて伯典と菊太郎が対決したように、今度は伯典の息子公太郎と、菊太郎の息子兵之助が対決する。公太郎は馬鹿正直で、築城にあたって農民や樵に配慮すべきだと主張したり、相手の兵之助を褒めたりする。これに対して兵之助は才気煥発で抜け目がなく、論争は兵之助の一方的な勝利に終わる。ここで伯典は賛四流側が幕府が作成した日光要地の詳細秘図を奪ったとし、賛四流を陰謀で貶めようとする。しかし、そこに新たな証言者が突然登場し、賛四流の潔白が証明される。この証言者こそ、公太郎につきまとう影法師の正体だったが、それはかつて伯典によって陥れられ切腹した玉置左内の息子の左乃助だった。左乃助は伯典の手下の上田三平の手裏剣に致命傷を負わされており、証言の後絶命した。

### 神曲篇
日光の霊城審議で勝利した佐藤兵之助は築城の激務で体を壊し、那須の温泉宿に治療に来ていた。そこに熊木伯典の娘（公太郎の妹）のお園が尋ねてきて、昔菊太郎が偽物を誤って割ってしまった牡丹群鳥の壺の本物を兵之助に売りつけ、その代償として囚われている上田三平を釈放してもらおうとした。この話を兵之助は断ったが、何度も話を重ねているうちに、二人は男女の仲になってしまった。
この那須の温泉に、お園を追って伯典もやってくる。この那須あたりには山賊が跳梁しており、兵之助と伯典は協力して山賊狩りを行うことになった。山賊狩りはうまく行ったが、そのどさくさに紛れて兵之助と伯典は斬り合いをし、その時に谷に落ちて重傷を負った伯典から、兵之助は伯典の旧悪を白状させた念書を取る。実は熊木公太郎も以前よりこの那須の山中に住むようになっていて、山賊達と知り合いになっていた。そのよしみで公太郎は兵之助と対決し、公太郎は兵之助の刀を曲げてしまう。兵之助がお園とのことのため、那須にぐずぐずと留まり、なかなか日光に戻ってこないのを訝しんだ幕府方は調査のためある武士を派遣する。兵之助はこの武士を邪魔と思い斬り殺してしまう。

### 帰来篇
伯典と菊太郎の対決の時に、菊太郎に味方した花火師の竜吉は、伯典の陰謀により、富士山麓のどこかの岩牢に終生閉じ込められていた。この竜吉が持っている口書調印状が伯典の昔の悪の証拠となるため、これを公太郎と兵之助がお互いに先に手に入れようと競争していた。公太郎はここではうまく立ち回り先にこの調印状を手に入れる。兵之助は斬り合いでそれを奪おうとするが、斬り合いは公太郎の勝ちとなり、兵之助は怪我をする。一方、お園は兵之助の子を身籠もり、それが伯典と小里にばれたため家を出て、兵之助の元に身を寄せる。公太郎は那須の山中で隣に住んでいた音楽師錦将晩霞（きんしょうばんか）の妹の貢を嫁にする。兵之助は身重のお園を連れて江戸を出て大山までやってくるが、邪魔になったお園とそのお腹の子を切り捨てようとする。

### 運命篇
兵之助に斬り殺されそうになったお園は、兵之助の元から身を隠すことを条件に命を助けてもらい、一人で男の子を産み兵吾と名付けて育てる。一方で、日光霊城審議の時に約束があった、熊木家と佐藤家の十年目の再対決の日がやってきた。しかしその対決は思いもよらない展開から斬り合いとなって、決着が付かないままとなり、錦将晩霞は相手方に告発された責任を取って自害する。対決での勝利による熊木家の復興を期待していた伯典は失望し、死の床に着く。公太郎は猿回しの助一に御典医玄融を連れてきて伯典を診てもらうよう頼むが、玄融は100両ないと診察しないと言ったため、助一は玄融の愛人の家から100両を盗み出し、玄融を連れてくる。しかし一足遅く伯典は絶命する。助一の盗みは公儀にばれて、伝馬町で斬首されそうになる。あわやの所を馬に乗った公太郎が助一を助け出し、二人は江戸を逐電する。この二人の捜査を言い付かったのが調練隊の隊長であった兵之助で、二人が筑波山麓に潜んでいることをつきとめ、公太郎と兵之助は再び対決する。この結果、公太郎は鉄砲に撃たれて命を落とすが、兵之助も膝に銃弾を受けて不具になってしまう。

### 孫代篇
兵之助とお園の子の兵吾は、武士を憎み船大工として生きようとしていたが、その船大工の師匠が仕事を辞めることになったため、侠客の上冊吉兵衛の元へ身を寄せることになった。兵吾は吉兵衛からある足が不具である侍を仇討ちから警護する役目を言い付かるが、実はその侍が実の父親の兵之助であることがわかり、二人は親子の対面を果たす。一方兵之助の正妻の子の佐藤城太郎は幕府の品川砲台建設の現場に採用されていたが、熊木公太郎の息子も「城太郎」であることを知り、「光之助」に改名しようとする。佐藤菊太郎は老齢のため命を落とす。また、公太郎の子の城太郎は父親譲りで鷹揚なところがあるが、躁鬱病のような二重性格で、「勝ち番」と呼ばれる調子が良い時と「負け番」と呼ばれる調子が悪い時がある。熊木城太郎はある日「勝ち番」の時に、公太郎の仇を討つため、佐藤兵之助と佐藤光之助が会談している所に斬り込みをかける。

### 幕末篇
熊木城太郎は糊口をしのぐために赤松浪士団に参加するが、そこの副隊長が佐藤光之助であった。城太郎は光之助から公私の区別をつけることを条件に入団を許される。城太郎は佐藤兵之助を討とうとしたが、とどめを刺さなかったため、本当はまだ兵之助は生きているのではないかと疑い、光之助を再三問い詰める。光之助はあるいざこざが原因で浪士団を辞めることになったが、その時熊木城太郎だけが自分についてくると言ったのに感激し、兵之助がまだ生きていることを城太郎に告げる。城太郎はそこで兵之助を探し求めて江戸中を捜索する。兵之助は音羽から光之助の新居に移って、城太郎から逃れていたが、今は老残で不具の身となり、お園だけが自分を愛してくれたと思い、お園に改めて愛を告白しに行く。お園は今や黒船兵吾という立派な侠客になった兵吾のお陰で楽な暮らしをしており、兵之助の告白を一笑に付す。失意の兵之助は湯島天神をさまよい歩き、そこで熊木城太郎に出遭い、今度こそ仇を討たれてしまう。

### 明治篇
明治の御代になったが、佐藤光之助は時流に合わせられず困窮した生活を送っている。師の杉浦星巌の娘、美佐緒の縁故で開成学校の教師の職を得るが、それもある事件がきっかけで生徒より排斥されてしまう。光之助は黒船兵吾から新門辰五郎の紹介を受け、全国の忠臣の軌跡をまとめる事業に採用される。そのため全国をさすらったが、忠臣と褒め称えられる人物が実際には必ずしも立派な人間ではないことを知る。そして仇であった熊木公太郎こそは理想的な人物であったのではと思うようになり、公太郎の足跡を追って旅する。光之助は東京に戻り、熊木城太郎に会い、もはや仇として付け狙わないことを話し、ここに熊木家と佐藤家の三代に渡る対立は終わりを告げた。光之助は「ただこの世はおおらかなる心を持つ者のみが勝利者ではあるまいか。」とつぶやく。

## おもな登場人物
ある調査によれば、作中の人物は13,000人に達するとされている。以下はその一部を紹介する。
- 熊木伯典（くまき･はくてん）- 築城術赤針流の10代目。奸智に長けた人物で、富士山麓の調練城を巡る討論で佐藤菊太郎を陰謀で陥れる。赤針流の10代目を継ぐにあたって、何か不正なことをしたことが裾野篇で示唆されるが、真相は解明されないままで終わる。出生に関する書き付けが存在し、元は高貴な生まれであるとされるが、お染がその書き付けをすり替えてしまったため、ついに事実は不明のままとなる。
- 佐藤菊太郎（さとう･きくたろう）- 築城術賛四流喜運川兵部の高弟。清廉潔白な人物で築城家としても有能であるが、熊木伯典に陥れられ頭部に大けがを負い、長い間正気を失う。後に正気に戻ってお染を妻とする。
- 喜運川兵部（きうがわ･ひょうぶ）- 築城術賛四流の五代目で高名な築城家で菊太郎の師。お染の父。物語の開始時には既に死亡。
- お染（おそめ）- 喜運川兵部の娘。菊太郎を慕い、調練城の論争の時に菊太郎に秘本を渡すために富士山麓にやってくるが、ふとしたことで熊木伯典に捕らえられ、腕に「帰伯典」（伯典に帰る）という刺青を入れられてしまう。後に刺青を消し菊太郎の妻となる。
- お藤（おふじ）- お染につきそう侍女。
- 美濃屋竜吉（みのや･りゅうきち）- 江戸の花火師。調練城の論争で佐藤菊太郎を支援するが、熊木伯典に捕まって石牢に終生入れられてしまう。
- 三平、上田三平（さんぺい、うえだ･さんぺい）- 熊木伯典の手下の怪童。菊太郎に対する陰謀を実行する。長じてはお持砲蔵頭になり、手裏剣術の名人となる。日光霊城勝負でも暗躍するが、後に悪事がばれ幽閉される。
- 水野出羽守（みずのでわのかみ）- 富士山麓の調練城の建設についての幕府側の責任者。
- 玉置左内（たまき･さない）- 水野領茶園金花寮の守護役。佐藤菊太郎が射た弓で将軍家に献上する茶壺が割れてしまうが、菊太郎をかばって内密にしていた。それを伯典から水野出羽守に暴露されて切腹する。
- 松斎（しょうさい）- 砂村の医師。刺青を彫られたお染を診る。また、伯典の陰謀で怪我をした菊太郎を診る。
- 泰右衛門（たいえもん）- 裾野南村の世話役で、お雪の父親。
- 小里（お雪）（こざと（おゆき））- 富士の裾野南村の世話役泰右衛門の娘。熊木伯典に人柱にされかかるが、お染により救われる。長じて江戸に出て芸者になり、小里と名前を変える。熊木伯典の妻となる。
- 旭連（きょくれん）- 女占卜者（おんなうらない）。尼寺無現庵庵主。熊木伯典の出生の秘密に関わるお筆染を保持しているが、お染によって偽物にすり替えられる。
- 秦野義正（はたのよしまさ）- 喜運川門下の侍。佐藤菊太郎を助けに愛鷹山麓までやってくる。伯典が赤心流10代目を継ぐにあたって行った不正の証拠を携えてきたが、伯典の手下に斬り殺される。
- 大河内豊輔（おおこうちとよすけ）- 同上。
- 甲賀円蔵（こうが･えんぞう） - 御殿山の面師。小里の顔を面のモデルにしようとする。
- 八幡万次郎（やわたまんじろう）- 勘定奉行所書状頭。小里に惚れて茶屋に通い詰める。書状頭という職種から伯典の出生の秘密を知る手がかりとなるため、伯典と小里の両方から迫られる。
- 八幡文吾（やわたぶんご）- 万次郎の息子。小里に恋して小里を追いかけ回す。後に頼母木介堂の内弟子になる。
- 太田蜀山人（おおたしょくさんじん）- 江戸の狂歌師。
- 繁蔵（しげぞう）- 刺青の名人。伯典に藍竜の毒汁による刺青を教え、伯典はそれをお染への刺青に用いる。
- 佐藤兵之助（さとう･へいのすけ）- 佐藤菊太郎とお染の息子。お小姓組として頭角を現し、才気煥発で菊太郎のような人の良さによる隙がなく、熊木伯典ともよく渡り合うことができた。日光霊城勝負で熊木公太郎に勝利するが、その後伯典の娘であるお園と関係を持つようになる。自分の子供を宿したお園を斬り殺そうとするなど、冷酷な面がある。後に調連隊長となり、東北地方に逃げた公太郎と助一を追い、公太郎を殺すが自身も膝に銃弾を受け不具者になる。最後は、湯島天神で公太郎の息子の熊木城太郎により仇討ちで命を奪われる。
- 熊木公太郎（くまき･きみたろう）- 本作の主人公で、「主人公篇」より登場する。熊木伯典と小里の間に生まれた。明朗快活で真正直で、父親の伯典とは違い策を巡らせたりすることは不得意だった。子供の頃より「影法師」と呼ばれる謎の人物につきまとわれ、公太郎が名を成そうとすると、ことごとく邪魔された。日光霊城勝負では佐藤兵之助に負け、その後昌平黌の武術師範となるが、佐藤家との再対決での斬り合いが原因で昌平黌を辞める。助一が盗みをして首を斬られる所を助け、東北地方に逃げるが、調連隊長として追ってきた佐藤兵之助の手勢により鉄砲で撃たれ命を落とす。
- 助一（すけいち）- 猿回しだが、「裾野篇」で伯典と菊太郎が牛車勝負をした時に菊太郎側に付いた牛曳きの息子。公太郎がやくざ者に奪われた「ばくち猿」の仙公を取り返してくれたことから、公太郎と一緒に旅をした。
- 頼母木介堂（たのもぎ･かいどう）- 高名な兵学者で、房州清澄山にひっそりと暮らしていた。熊木公太郎を弟子にしようとするが、入門の儀式が二度まで「影法師」によって邪魔され、そのまま別れる。
- 一つ玉の国蔵（ひとつだまのくにぞう）- 清澄山の猟師で鉄砲の名人。後に筑波山に出て江戸から逃げてきた公太郎と助一に合流する。佐藤兵之助を鉄砲で撃ってその膝を砕く。
- 百寄燈明（ひゃくよせ･とうみょう）- 江戸から東北の興行物の総勧進元締め。お蓮を誘拐して自分の屋敷に閉じ込める。
- お蓮（おれん）- 日光の遊女。百寄燈明に捕まっていたところを公太郎に助け出される。夜目の範七の娘。
- 夜目の範七（よめのはんしち）- 日光の土地に精通している。お蓮の父親。
- 伊川宗四郎（いがわ･そうしろう）- 日光霊城審議の審議頭。
- 玉置左乃助（たまき･さのすけ）- 玉置左内の子。熊木伯典を親の仇と思い、伯典の息子の公太郎に秘かにつきまとい、「影法師」として公太郎が名を成そうとするのをことごとく邪魔をする。日光霊城勝負で、賛四流のための証言を行い、伯典の陰謀を覆すが、上田三平の手裏剣を受けた傷で命を落とす。
- お園（おその）- 熊木伯典と小里の娘で、公太郎の妹。美しく才長けた女性で、自身の才覚で佐藤兵之助と交渉しようと那須へ出かけていくが、そこで兵之助と男女の仲になり、結局その子供を宿す。兵之助に斬り殺されそうになるが、身を隠すことを条件に助けてもらい、一人で兵吾を育てる。
- 森義（もりよし）- 那須の温泉宿の塩見屋の倅で笛の名人。公太郎と親しくなる。
- 大田黒定通（おおたぐろ･さだみち）- 富士の麓での調練隊の隊長。
- お六（おろく）- 牛曳きの源六の娘で伯典と菊太郎の牛合戦の時に伯典側についた。長じて花火師竜吉の岩牢の近くに住む。
- 文六（ぶんろく）- お六の子。ふとしたきっかけで富士の麓で公太郎と一緒に住む。
- 大井厳流（おおい･げんりゅう）- 元水野藩の軍学者で岩牢に入れられた竜吉の監視役。
- 岡部高行（おかべ･たかゆき）- 平田篤胤の門人。錦将晩霞に紅毛人サンダーを紹介する。
- サンダー - 岡部亭に住む謎の紅毛人。錦将晩霞に洋琴で西洋の曲を弾いて聞かせる。
- 黒船兵吾（くろふね･へいご）- 佐藤兵之助とお園の一人息子。出生の経緯から武士を憎み、最初は船大工になることを目指し、鳥ノ居頼吉の弟子となる。しかし、頼吉が黒船を巡る論争で敗れ船大工を辞めたため、侠客の上冊吉兵衛の元に身を寄せる。後に、江戸で押しも押されもせぬ大侠客となる。
- 錦将晩霞（きんしょう･ばんか）- 熊木公太郎が那須の山の中に潜んでいた時に、隣に住んでいた音楽師で、須磨琴の名人。西洋琴の楽譜を入手し、それを弾きこなそうとする。熊木家と佐藤家の三度目の対決の際に、佐藤家側から紅毛人の家に出入りしたことを告発され自害する。
- 貢（みつぎ）- 錦将晩霞の妹。熊木公太郎の大らかな性格を愛し、その妻になる。
- 古島玄融（こじま･げんゆう）- 御殿医。頼母木介堂と伯典の最期を看取る。
- 初眉小市（はつまゆ･こいち）- 山城曲馬団の勧進元。佐藤兵之助に馬を売る。
- 佐藤光之助（佐藤城太郎）（さとう･みつのすけ（さとう･しろたろう））- 佐藤兵之助と正妻の息子。最初「城太郎」といったが、その名前が熊木城太郎と同じであるのを知り、佐藤光之助に改名する。最初は幕府のために品川砲台の建設現場で働いていたが、後に赤松浪士団の副隊長となる。しかし、お八重という女性を巡って総長の赤松総太夫と険悪になり、ついには浪士団を離れる。お八重を妻とするが、明治の御代になって職を得る上で苦労する。後に全国の忠臣の足跡を調べる事業であちこちを旅するが、実は熊木公太郎こそが理想的な人物だったのではないかと思うようになる。最終的に熊木城太郎に対し、もはや仇としては付け狙わないことを申し入れる。
- お広（おひろ）- 佐藤兵之助の正妻。
- 藤江（ふじえ）- 佐藤光之助の妹。赤松総太夫の妻となる。
- 熊木城太郎（くまき･しろたろう）- 熊木公太郎の息子。躁鬱病のような所があり、勝ち番という調子の良い時と、負け番という調子の悪いときが不定期に入れ替わる。勝ち番の時は剣の腕は師範代をもしのぐ。佐藤兵之助に撃たれた父親の仇を取ろうと兵之助を付け狙い、一度それを果たしたかと思われたが、とどめを刺しておらず不首尾に終わる。その後赤松浪士団に参加し、佐藤光之助の下で働くが、やがて光之助から兵之助が生きていることを聞き、再度兵之助を狙い、湯島天神でとうとう兵之助を斬り殺す。その後明治になって、煙草商人の清兵衛がアメリカに行くのに助手として付いていく。
- お君（おきみ）- 熊木城太郎の妹。
- 大竹源五郎（おおたけ･げんごろう）- 昌平黌における、熊木公太郎の同僚で親友。公太郎の死後、城太郎が佐藤兵之助を撃とうとするのを手助けする。しかしながら、公太郎の妻であった貢に恋した自分を恥じて自害する。
- 清川八郎（きよかわ･はちろう）- 浪士組を結成し、赤松浪士団と対立する。
- 山崎桂次郞（やまざき･けいじろう）- 赤松浪士団の団員。熊木城太郎を浪士団へ誘う。
- お八重（おやえ）- 山崎桂次郞の妹で佐藤光之助の妻。美しいがわがままな性格。
- 赤松総太夫（あかまつ･そうだゆう）- 赤松浪士団の総長。お八重を佐藤兵之助と争う。
- 上冊吉兵衛（じょうさつ･きちべえ）- 江戸の侠客で、兵吾を自分の元に引き取って侠客稼業を仕込む。
- 水野忠邦（みずの･ただくに）- 幕府老中。黒船の構造について種田暗斎と鳥ノ居頼吉の二人に問いただす。
- 鳥ノ居頼吉（とりのい･よりきち）- 船大工として名人であり、兵吾を弟子としていたが、ある時黒船の構造について種田暗斎と論争して負けてしまい、それがきっかけで船大工を辞める。
- 清兵衛（せいべえ）- 煙草商人。熊木城太郎を助手にしてアメリカに渡る。
- 新門辰五郎（しんもん･たつごろう）- 有名な侠客で、黒船兵吾から頼まれて佐藤光之助に全国の忠臣の記録を調査するという役目を斡旋する。
- 杉浦星巌（すぎうら･せいがん）- 佐藤光之助の学問の師で国漢両学の大家で美佐緒の父。目と耳を悪くしている。
- 杉浦美佐緒（すぎうら･みさお）- 杉浦星巌の娘。職を求めていた佐藤光之助に対し、外国人教師ダラスに対し渡りを付けることで、開成学校の職を斡旋する。ヴァイオリンを古道具屋で買い、偶然錦将晩霞が使っていた西洋の楽譜を手に入れる。
- ダラス - 開成学校の外人教師。杉浦美佐緒に佐藤光之助の職を頼まれるが、それをいい機会として美佐緒に手を出そうとする。松村介次郎が杉浦星巌のために作った補聴器をわざと壊し、介次郎から斬りつけられる。
- お沢（おさわ）- ダラスの妾。
- 松村介次郎（まつむら･すけじろう）- 開成学校の生徒。杉浦美佐緒に恋しており、その父の杉浦星巌のために補聴器を作ろうとする。それは一応完成したが、ダラスのために破壊され、怒った介次郎はダラスに斬りつける。
- 菊一（きくいち）- 佐藤光之助の息子。
- 重次（しげじ）- 同上。

## エピソード
江戸研究家の三田村鳶魚は、本作品を読んで「城師というのは聞いたことがない」と批判した。しかし、白井は赤針流熊木伯典・賛四流佐藤菊太郎の両者とも歴史上実在の人物であり、それぞれの子孫から手紙をもらったこともある、と述べている。

## 出版情報
- 報知新聞社、初版、1925年-1927年
- 平凡社、普及版、1928年
- 平凡社、白井喬二全集第10-13巻、1931年-1932年
- モダン日本社、1938年-1939年
- 文潮社、名作大衆文学、1947年-1948年
- 世界社、1953年
- 河出書房、日本国民文学全集別巻9-別巻11、1956年
- 新潮社、新潮文庫、1958年-1959年
- 学芸書林、定本白井喬二全集第1-第4巻、1969年
- 富士見書房、時代小説文庫、1981年-1982年
- 筑摩書房、ちくま文庫、1998年-1999年
- 沖積舎、決定版、1998年

## 映画
これまでに3回映画化されている。いずれも裾野篇を中心としてごく一部を映画化したもので、全体の物語を映画化したものは存在しない。

### 1926年（大正15年）10月東亜キネマ等持院版
- スタッフ
  - 原作：白井喬二
  - 監督：長尾史録
  - 脚色：松屋春翠
  - 撮影：下村健次
- キャスト
  - 阪東太郎
  - 原駒子
  - 横山運平
  - 山本日出子
  - 団徳麿

### 1942年（昭和17年）12月大映版
- スタッフ
  - 演出：池田富保、白井戦太郎
  - 脚色：八尋不二
  - 原作：白井喬二
  - 撮影：石本秀雄、松井鴻
  - 音楽：白木義信
  - 美術：角井平吉
  - 録音：佐々木稔郎、金村利一
- キャスト
  - 佐藤菊太郎：阪東妻三郎
  - 熊木伯典：永田靖
  - お染：比良多恵子
  - お雪：橘公子
  - 桃井新三郎：尾上菊太郎
  - 水野出羽守：沢村国太郎
  - 美濃屋龍吉：原健作
  - 北見祐之：小川隆
  - 喜運川兵部：藤川三之祐
  - 徳川家斉：南條新太郎
  - 玉置左内：大国一公
  - 泰右衛門：水野浩
  - 怪童三平：島田照夫
  - 鳥越久我二郎：久米譲
  - 常太：岬弦太郎
  - 仁太郎：沖二郎
  - おこん：常盤操子
  - 松平定信：北龍二
  - 芸者小とら：近松里子

### 1957年（昭和32年）10月東映版
- スタッフ
  - 監督：佐々木康
  - 脚色：小川正
  - 原作：白井喬二
  - 企画：マキノ光雄、坂巻辰男
  - 撮影：伊藤武夫
  - 美術：鈴木孝俊
  - 音楽：万城目正
  - 録音：武山大蔵
  - 照明：山根秀一
  - 編集：宮本信太郎
- キャスト
  - 佐藤菊太郎：市川右太衛門
  - 玉置左之助：北大路欣也
  - お染：長谷川裕見子
  - お藤：吉田江利子
  - 玉置澪：桜町弘子
  - 玉置左内：山形勲
  - 玉置倉：松浦築枝
  - 熊木伯典：進藤英太郎
  - 怪童三平：北川功
  - 大井厳流：阿部九洲男
  - 剣客Ａ：関根英二郎
  - 剣客Ｂ：小田部通麿
  - 水野出羽守：加賀邦男
  - 長坂洲蔵：市川小太夫
  - 鳥越久我仁郎：小柴幹治
  - 小田数兵衛：百々木直
  - 里村圭三郎：山手弘
  - 番卒：東日出雄
  - 泰右衛門：伊東亮英
  - お雪：丘さとみ
  - 常太：丘郁夫
  - 松斎：大河内傳次郎
  - 竜吉：堺駿二
  - 銀作：杉狂児
  - 平作：渡辺篤
  - 源六：有馬宏治
  - お六：円山栄子
  - 文六：里見浩太朗
  - 旭蓮：小峰千代子
  - 吾平：長田健二
  - 名主：源八郎
  - 百姓：水野浩
  - 老人：高松錦之助
  - 木樵：山内八郎
  - 神主：岸田一夫
  - お秋：北村曙美
  - お春：二条くるみ

## テレビドラマ
1967年4月4日から同年9月26日まで毎日放送制作・NET（現：テレビ朝日）系列で放送。全26回。放送時間は毎週火曜21:00 - 21:56（JST）。
主演は中山仁。また、後年『ヤッターマン（第1作）』や『花の子ルンルン』などに出演する声優・岡本茉莉が助演している。ナレーターは芥川隆行。脚本に白井喬二の長男で元NHKで大河ドラマの演出を担当した井上博が参加している。

### キャスト
- 中山仁
- 川津祐介
- 内田良平
- 葉山葉子
- 天知茂
- 国京子
- 天草四郎
- 真咲美岐
- 岡本茉莉

### スタッフ
- 原作：白井喬二
- 脚本：井上博（白井喬二の長男）、宮川一郎、本山大生
- 監督：梅津明治郎、西山正輝、山田達雄
- 音楽：渡辺岳夫
- 制作：松竹、毎日放送

| 毎日放送制作・NET系列 火曜21時枠 | 毎日放送制作・NET系列 火曜21時枠 | 毎日放送制作・NET系列 火曜21時枠 |
| 前番組                           | 番組名                           | 次番組                           |
| -------------------------------- | -------------------------------- | -------------------------------- |
| 鳴門秘帖                         | 富士に立つ影 （ドラマ版）        | おせん捕物帳                     |